# Peter Barton
Peter Thomas Barton (Valley Stream, Nova Iorque, 19 de julho de 1956) é um ator estadunidense, mais conhecido por seus trabalhos em séries de televisão como The Powers of Matthew Star, The Young and the Restless e Sunset Beach.

## Biografia

### Vida pessoal
Barton nasceu na pequena cidade de Valley Stream, na costa leste dos Estados Unidos, onde cresceu ao lado dos pais e de seus dois irmãos, Billy e Linda. Formou-se no colegial na escola local e fez curso de quiropraxia em Nova Iorque, antes de começar sua carreira como modelo.

### Carreira
Barton iniciou sua carreira como modelo ainda nos anos 70, mas logo começou a perseguir uma carreira na televisão e no cinema e foi escalado como coadjuvante/secundária no seriado Shirley de 1979. O programa foi cancelado no ano seguinte, e o ator até pensou em desistir da carreira, mas em 1982, foi escalado como protagonista de The Powers of Matthew Star derrotando Tom Cruise na disputa pelo papel principal. Durante uma das filmagens para o seriado, o ator acabou se envolvendo num acidente que atrasaria a produção em mais de um ano.
Após o cancelamento do seriado após uma única temporada, Barton participou de Friday the 13th: The Final Chapter, e de vários seriados como The Love Boat, Vanity Fair e The Fall Guy, até que em 1987 foi escalado para interpretar Scott Grainger em The Young and the Restless, sendo este o seu primeiro papel nas telenovelas diurnas.
Em 1994, ele voltaria a participar de uma série de televisão como membro do elenco regular, como Peter Burke em Burke's Law, um seriado de curta duração da CBS. Nos dois anos seguintes, Barton fez apenas pequenas participações especiais em programas de televisão como University Hospital e Pacific Blue, produzido por Aaron Spelling.
Em 1997, Barton foi convidado por Spelling para integrar o elenco de Sunset Beach, uma nova telenovela que produziria para a NBC. O ator interpretou Eddie Connors por dois anos, antes de deixar a trama.
No início dos anos 2000, o ator fez apenas pequenos papéis em filmes e séries de televisão, e voltou a interpretar Scott Grainger em The Young and the Restless por um breve período. Em 2005, ele deixou a carreira de ator, passando a se dedicar a sua família e trabalhando como personal trainer em Los Angeles, onde reside atualmente.

## Filmografia

### Televisão
- 2005 The Young and the Restless como Scott Grainger
- 1999 Baywatch como Damon Lusk
- 1998 The Love Boat: The Next Wave como Tom
- 1998 Sunset Beach como Eddie Connors
- 1996 Pacific Blue como Greg "Dingo" Vernon
- 1995 University Hospital como Peter Piper
- 1994 Burke's Law como Peter Burke
- 1993 The Bold and the Beautiful como Scott Grainger
- 1987 Rags to Riches como Brady Ladean
- 1987 Vanity Fair como Bosun
- 1985 The Fall Guy como Simon Gordon
- 1983 The Powers of Matthew Star como Matthew Star
- 1980 Shirley como Bill Miller

### Cinema
- 2005 Repetition como Terry Goldtein
- 2000 A Man Is Mostly Water como Jack
- 1984 Friday the 13th: The Final Chapter como Doug
- 1981 Hell Night como Jeff Reed